# Мубаряков, Арслан Котлыахметович
Арслан Котлыахметович Мубаря́ков (баш. Арыҫлан Ҡотләхмәт улы Мөбәрәков; настоящее имя — Котлоахметов Арслан Мубарякович (баш. Ҡотләхмәтов Арыҫлан Мөбәрәк улы); 1908—1977) — башкирский советский актёр, театральный режиссёр, драматург. Народный артист СССР (1955).

## Биография
Родился 2 (15) декабря 1908 года в деревне Асино (ныне Ассы в Белорецком районе Башкортостана).
В раннем детстве лишился родителей и в 1920—1927 годах воспитывался в Серменевском детском доме.
В 1927—1931 годах учился на театральном отделении Башкирского государственного техникума искусств (ныне Уфимское училище искусств) по классу М. А. Магадеева и В. Г. Муртазина-Иманского. В 1932 и 1939 годах учился на режиссёрских курсах в Москве.
В 1933—1934 годах служил в рядах Красной армии.
С 1928 года (с перерывом) и до конца жизни — актёр Башкирского академического театра драмы им. М. Гафури. Одновременно в 1937—1939 годах — художественный руководитель, в 1949—1951 и 1954—1955 — директор, в 1951—1954 — главный режиссёр этого театра. На сцене дебютировал в заглавной роли трагедии А. Инана «Акшан-батыр» и роли Буранбая в мелодраме М. Бурангулова «Башкирская свадьба».
В 1931—1933 годах — актёр, главный режиссёр и художественный руководитель 2‑го Республиканского башкирского профессионального театра, базировавшийся тогда в Стерлитамаке (ныне Сибайский государственный башкирский театр драмы имени Арслана Мубарякова).
Проявил себя как актёр яркого самобытного сценического дарования, обладал выразительными внешними данными, в игре проявлял глубокую эмоциональность и исключительное проникновение в образ. Создал множество запоминающихся героических образов, каждый из которых становился заметным событием в культурной жизни республики: Юлдыбай («Башкирская свадьба» М. Бурагулова), Айсуак («Тансулпан» К. Даяна), Салават Юлаев («Салават» Б. Бикбая) и многие другие. Блестяще сыграл главные роли в историко-революционных драмах Б. А. Лавренёва («Разлом»), Н. Ф. Погодина («Третья патетическая» и «Человек с ружьём»). Искусство перевоплощения актёра наиболее ярко проявилось в ролях классической русской и зарубежной драматургии: Бориса Годунова в одноимённой трагедии А. С. Пушкина, Протасова в «Живом трупе» Л. Н. Толстого, Войницккого в «Дяде Ване» А. П. Чехова, Сатина в «На дне» М. Горького, Отелло в одноимённой драме У. Шекспира и многих других.
С 1939 года в театрах республики как режиссёр поставил более 20 спектаклей, среди которых большую популярность получили «Как закалялась сталь» по Н. А. Островскому, «Карлугас» Б. Бикбая, «Весенняя песня» Н. Наджми, «Одинокая береза» М. Карима и другие.
Наиболее известные актёрские работы, принесшие ему всенародную славу, связаны с ролью Салавата Юлаева в драмах и кинофильмах, в том числе в известном фильме режиссёра Я. А. Протазанова «Салават Юлаев». Образ Салавата Юлаева стал одним из его самых ярких актёрских достижений, сумевшим выразить национальный характер главного героя.
Автор нескольких пьес: «Неугасимые сердца» (1942), «Женушка» (1943, 1957), «Вторая молодость» (1959).
С 1948 года — член Всероссийского театрального общества (Башкирское отделение) (ныне Союз театральных деятелей Республики Башкортостан).
Член ВКП(б) с 1941 года.
Умер 5 мая 1977 года в Уфе. Похоронен на магометанском кладбище Уфы.

### Семья
- Жена — Рагида Саитгалеевна Янбулатова (1915—1997), актриса, поэт, драматург, народная артистка Башкирской АССР (1954), заслуженная артистка РСФСР (1955).
- Дочь — Гюлли Арслановна Мубарякова (1936—2019), актриса театра и кино, режиссёр, народная артистка СССР (1990).
- Сын — Салават Арсланович Мубаряков (1942—2018).

## Творчество

### Роли
- 1928 — главная роль («Акшан-батыр» А. Инана, режиссёр В. Г. Муртазин-Иманский)
- 1928 — Буранбай («Башкирская свадьба» М. А. Бурангулова, режиссёр В. Г. Муртазин-Иманский)
- Шатмурат («Карлугас» Б. Бикбая)
- Юлдыбай («Башкирская свадьба» М. А. Бурангулова)
- Карагул («Карагул» Д. Юлтыя)
- Айсуак («Тансулпан» К. Даяна)
- Салават Юлаев («Салават» Б. Бикбая)
- Комиссар Худайбердин («На берегу Белой» Р. Нигмати)
- матрос Годун («Разлом» Б. А. Лавренёва)
- Давыдов («Поднятая целина» по М. А. Шолохову)
- Сталин («Незабываемый 1919-й» Вс. В. Вишневского)
- Ленин («Человек с ружьём» Н. Ф. Погодина) (1941)
- Ленин («Третья патетическая» Н. Ф. Погодина) (1959)
- Борис Годунов («Борис Годунов» А. С. Пушкина)
- Паратов («Бесприданница» А. Н. Островского)
- Вершинин («Бронепоезд 14-69» Вс. В. Иванова)
- Протасов («Живой труп» Л. Н. Толстого)
- Войницкий («Дядя Ваня» А. П. Чехова)
- Сатин («На дне» М. Горький)
- Отелло («Отелло» У. Шекспира)
- Фёдор Таланов («Нашествие» Л. М. Леонова)
- Олег Кошевой («Герои» В. Г. Галимова по роману «Молодая гвардия» А. А. Фадеева)
- Комдив Шаймуратов («Шаймуратов-генерал» И. А. Абдуллина и Ш. Г. Насырова)
- Функционер-коммунист Ярлыкапов («Неспетая песня» М. Карима)
- Бывший узник ГУЛАГа, коммунист Муратшин («Страна Айгуль» М. Карима)
- Юлай Азналин («Салават. Семь сновидений сквозь явь» М. Карима)
- Адамшах («Не бросай огонь, Прометей!» М. Карима)
- Кахыма («Кахым-турэ, или 1812 год» Б. Бикбая)

### Постановки спектаклей
- 1938 — «Карлугас» Б. Бикбая
- 1951 — «Тальян гармонь» Г. Г. Ахметшина
- 1953 — «Не называя фамилий» В. П. Минко
- «Как закалялась сталь» по Н. А. Островскому
- «Асылъяр» М. Файзи
- «Весенняя песня» Н. Наджми
- «Одинокая берёза» М. Карима
- «Чужой ребёнок» В. В. Шкваркина
- «Голубая шаль» К. Г. Тинчурина
- «Неугасимые сердца» А. К. Мубарякова
- «Жёнушка» А. К. Мубарякова
- «Вторая молодость» А. К. Мубарякова

## Фильмография
- 1940 — Салават Юлаев — Салават Юлаев

## Звания и награды
- Заслуженный артист Башкирской АССР (1940)
- Заслуженный артист РСФСР (1944)
- Народный артист РСФСР (1949)
- Народный артист СССР (1955)
- Государственная премия Башкирской АССР им. С. Юлаева (1980) (посмертно) — «за выдающиеся заслуги в развитии башкирского советского театрального искусства».
- Орден Ленина (1949)
- Орден Трудового Красного Знамени (1955)
- Орден «Знак Почёта» (1944)
- Медали

## Память
.

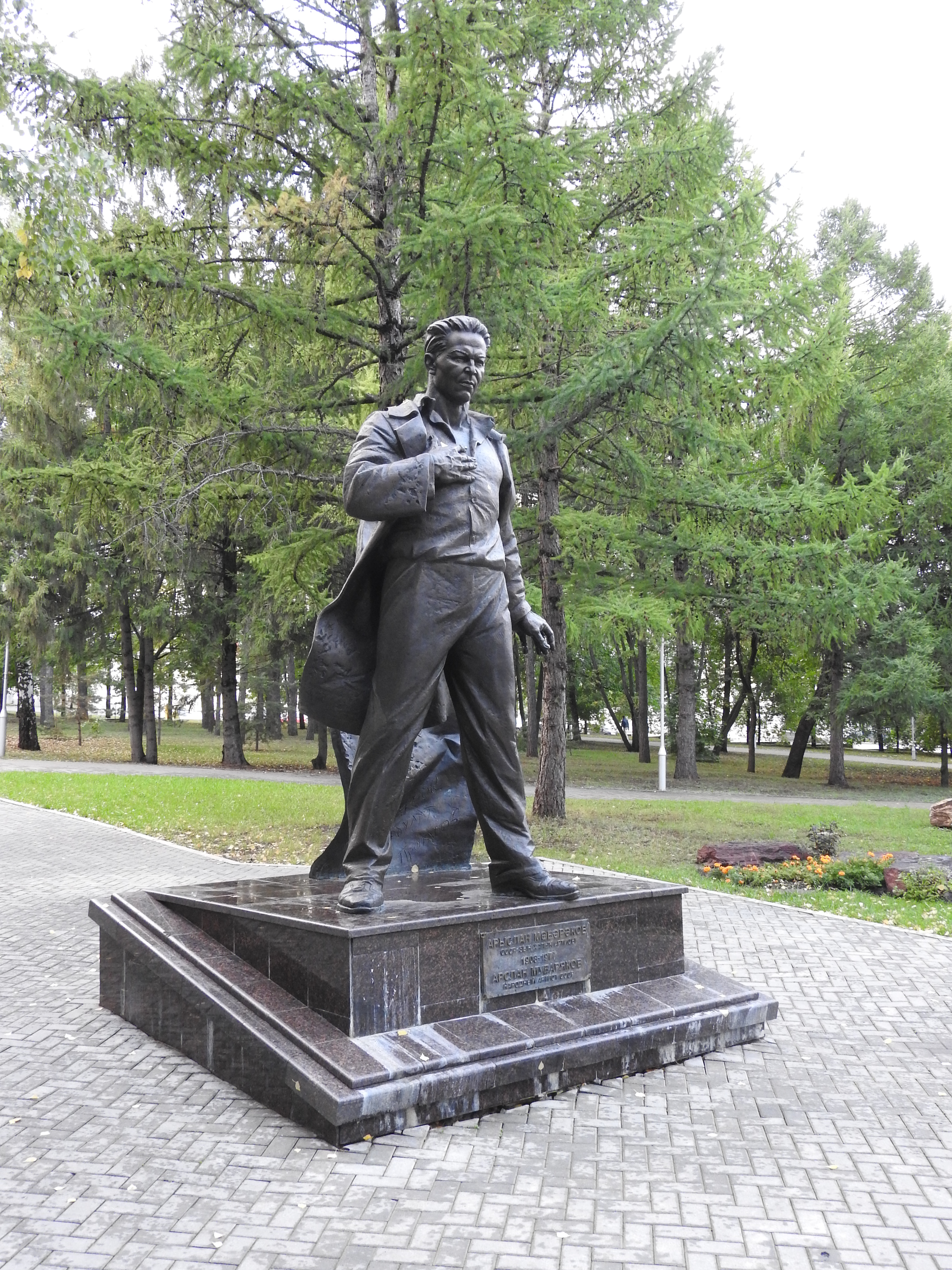
Памятник Арслану Мубарякову в Уфе

- В Уфе в 1978 году на фасаде дома № 2 по улице В. Ленина была открыта мемориальная доска с надписью: «В этом доме с 1938 по 1955 год жил выдающийся советский актёр, народный артист СССР Мубаряков Арслан Котлыахметович».
- В Уфе в 2013 году в парке им. В. Ленина (бывший парк им. А. Матросова) установлен памятник А. Мубарякову.
- Имя актёра носят:
  - Сибайский башкирский государственный театр драмы (с 1991). В 2008 году на здании театра установлена мемориальная доска, посвящённая А. Мубарякову.
  - Улицы в Кировском районе Уфы (с 1980), в сёлах Ассы и Инзер Белорецкого района Башкирии.
  - Государственное образовательное учреждение для детей-сирот и детей, оставшихся без попечения родителей, Серменёвский детский дом (с 2008).
- Учреждена премия Союза театральных деятелей имени А. Мубарякова.
- В селе Ассы установлен памятник, работает музей А. Мубарякова.